# Johann II. von Blankenfelde

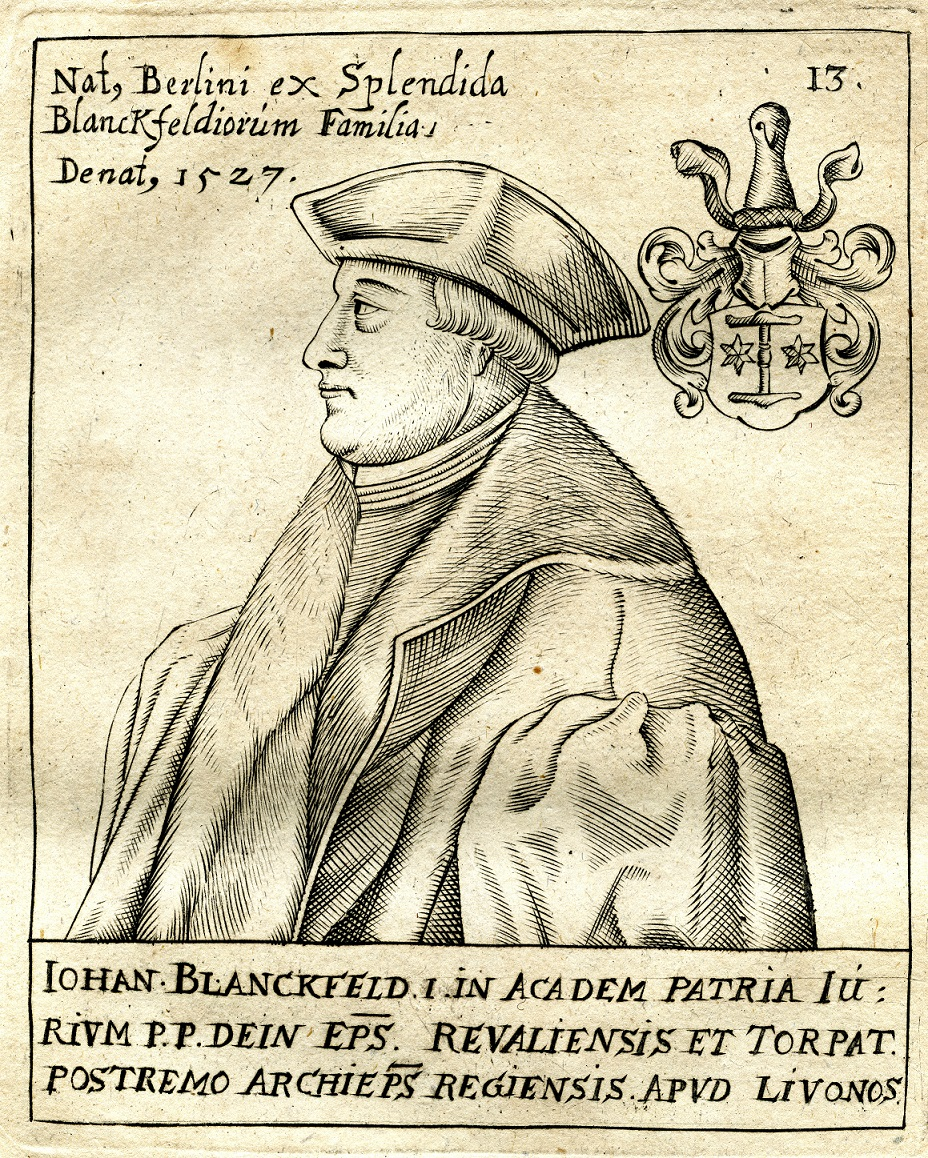
Johann(es) Blankenfelde

Johannes Blankenfeld (* um 1471 in Berlin; † 9. September 1527 in Torquemada, Kastilien) war Erzbischof von Riga.

## Leben

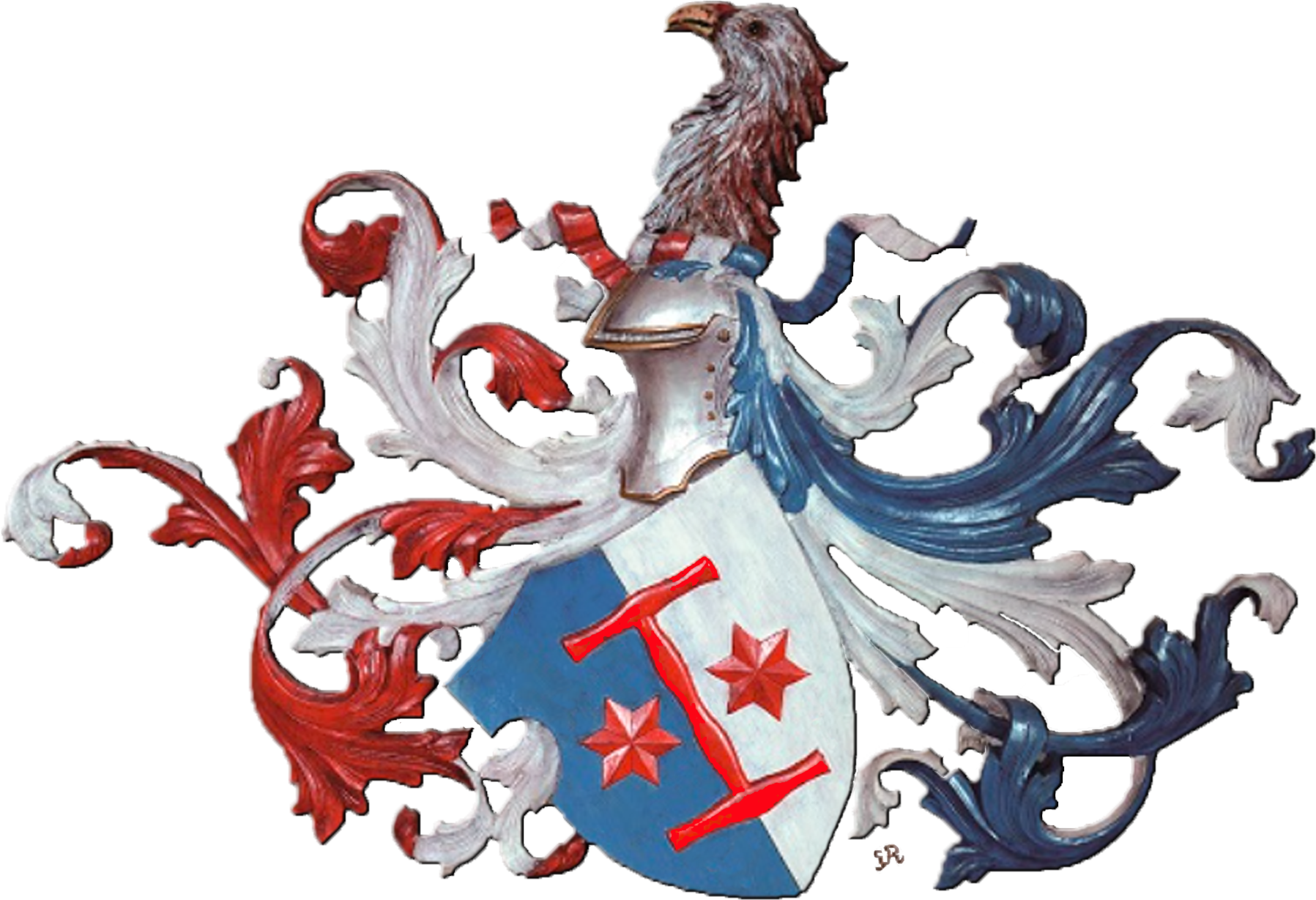
Wappenschild des Adelsgeschlechts von Blankenfelde

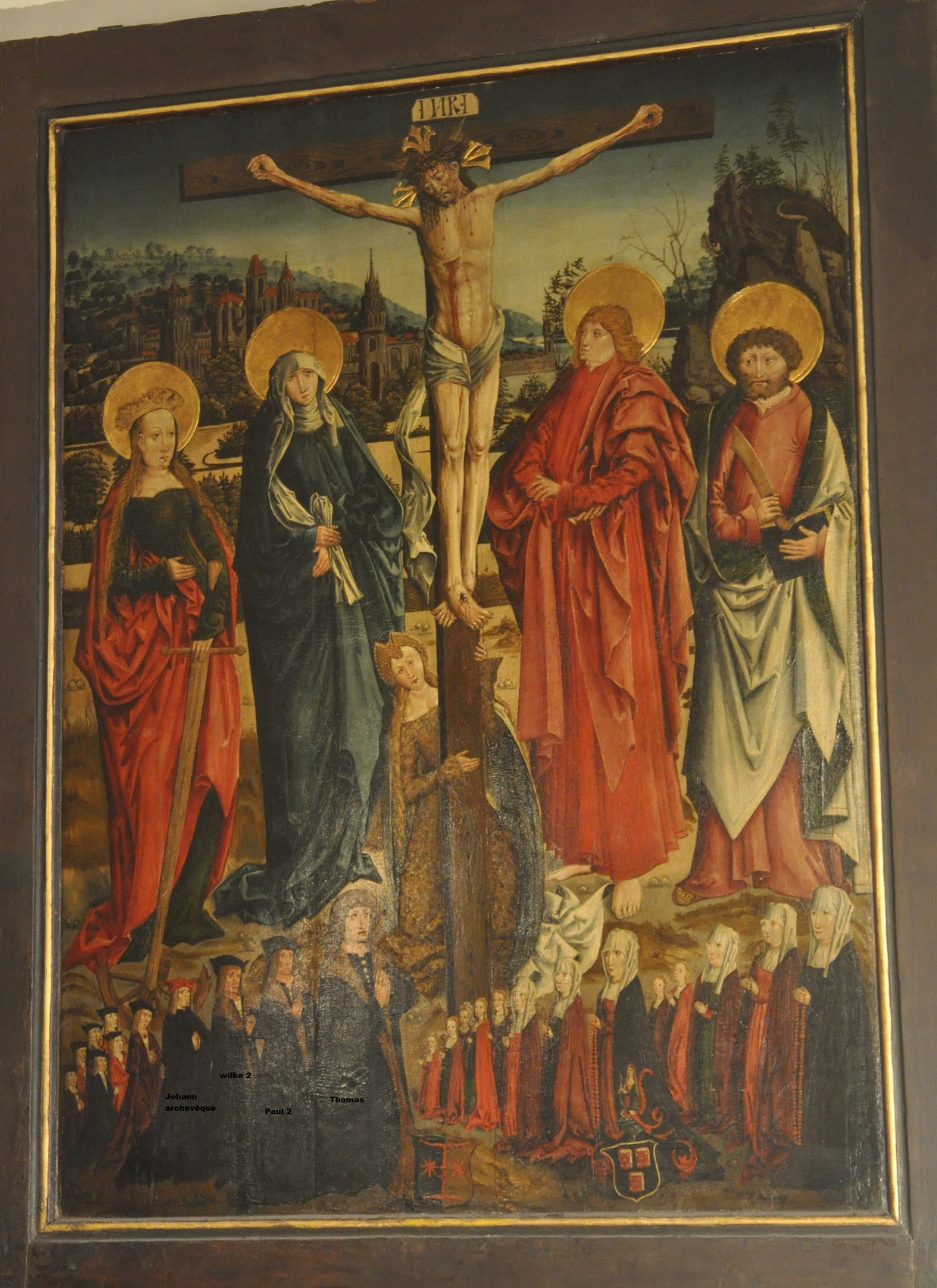
Vater Thomas Blankenfelde (der erste in der Gruppe unten links) mit seinen Söhnen Paul, Wilke, Johann(es) und weiteren

Blankenfeld stammt aus der Berliner Patrizierfamilie Blankenfelde. Er war der Sohn des Berliner Kaufmanns und Bürgermeisters Thomas von Blankenfelde und studierte Rechtswissenschaften in Leipzig, Frankfurt (Oder) und Bologna. Nach der Promotion am 2. August 1503 wurde er juristischer Ordinarius in Frankfurt (Oder), 1507 Rektor der Brandenburgischen Universität Frankfurt und trat danach von 1512 bis 1514 als Generalprokurator an der päpstlichen Kurie in den Dienst des Hochmeisters des Deutschen Ordens, Albrecht I. von Brandenburg-Ansbach. 
Durch die Gunst von Leo X. wurde Johannes 1514 Bischof von Reval, 1518 Bischof von Dorpat und 1524 Erzbischof von Riga, ernannt durch Clemens VII.
Durch die Reformation war mittlerweile auch in Riga ein Großteil der Bevölkerung evangelisch und stand nicht hinter Johannes, der ein Gegner dieser Bewegung war. Wolter von Plettenberg, Ordensmeister in Livland, unterstützte die Reformation, um unter anderem mehr Unabhängigkeit vom weltlichen Erzbistum zu bekommen. 1525 kam es zum Bruch zwischen Johannes und Plettenberg um die Herrschaft im Land. Als Johannes mit Sigismund von Polen Verhandlungen aufnahm, ließ Plettenberg ihn gefangen nehmen. Johannes stellte sich unter den Schutz des Deutschen Ordens, der Plettenberg als Oberhaupt des Landes bestätigte. Johannes reiste daraufhin nach Spanien, um beim Kaiser Karl V. Unterstützung zu erbitten, doch er starb, kurz bevor er sein Ziel erreicht hatte.
Er wurde der namhafteste Vertreter der Familie von Blankenfelde, welche sich später teils auch die Namensführung v. Blankenfeld bediente.